# GE 2-C+C-2
A GE 2-C+C-2  foi um tipo de locomotiva elétrica construída pela General Electric empregada na Companhia Paulista de Estradas de Ferro e mais tarde na Estrada de Ferro Central do Brasil,  baseada no modelo EP-4 construído para a  empresa New York, New Haven and Hartford Railroad. Possuíam 3817 HP de potência, peso total de 165 toneladas sendo classificadas no padrão AAR como 2-C+C-2 e foram empregadas entre 1940 e 1998, quando as últimas foram desativadas por obsolescência pela Fepasa em São Paulo.

## História

### Projeto e construção (Cia. Paulista)
Em 1927 o governo do estado de São Paulo autorizou as concessionárias ferroviárias do estado a cobrarem uma taxa de 10% sobre seus clientes do transporte de cargas para que cada concessionária formasse um fundo de investimentos para manutenção e aquisição de material rodante. Apesar da Grande Depressão, a Companhia Paulista sentiu menos seus efeitos por empregar tração elétrica em boa parte de sua malha. Com o crescimento do movimento de cargas e passageiros ao longo da década de 1930, a Companhia Paulista decidiu encomendar novas locomotivas para a General Electric utilizando parte dos recursos de seu fundo de manutenção e aquisição de material rodante (que em 1940 acumulava 125.543:001$465 réis)
| Evolução da Companhia Paulista de Estradas de Ferro (1930-1939)                           | Evolução da Companhia Paulista de Estradas de Ferro (1930-1939) | Evolução da Companhia Paulista de Estradas de Ferro (1930-1939) | Evolução da Companhia Paulista de Estradas de Ferro (1930-1939) |
| Ano                                                                                       | Carga transportada (em ton.)                                    | Passageiros transportados                                       | Locomotivas                                                     |
| ----------------------------------------------------------------------------------------- | --------------------------------------------------------------- | --------------------------------------------------------------- | --------------------------------------------------------------- |
| 1930                                                                                      | 2 051 327                                                       | 3 468 897                                                       | 223 45 elétricas 178 vapor                                      |
| 1934                                                                                      | 2 596 606                                                       | 2 051 327                                                       | 219 45 elétricas 174 vapor                                      |
| 1939                                                                                      | 3 825 604                                                       | 6 135 831                                                       | 224 45 elétricas 179 vapor                                      |
| Fontes: Relatórios anuais da Companhia Paulista de Estradas de Ferro de 1930, 1935 e 1939 |                                                                 |                                                                 |                                                                 |

Foram encomendadas 22 locomotivas elétricas do tipo 2-C+C-2, de 3817 hp de potência e 165 toneladas, baseadas nas locomotivas modelo EP-4 recém entregues pela General Electric para a New York, New Haven and Hartford Railroad. A primeira locomotiva foi embarcada dos Estados Unidos para o Brasil na virada de 1939 para 1940, tendo sido desembarcada desmontada no porto de Santos em 20 de janeiro de 1940.

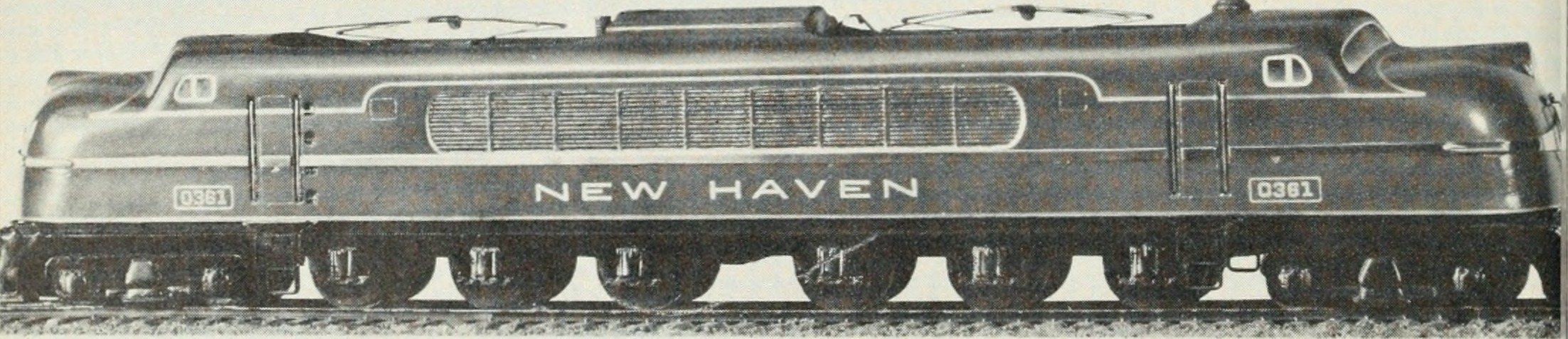
Locomotiva GE EP-4 da New York, New Haven and Hartford Railroad.

Até o final de 1940 foram entregues outras três locomotivas. Com um envolvimento cada vez maior dos Estados Unidos na Segunda Guerra Mundial, a General Electric foi envolvida no esforço de guerra e acabou paralisando o fornecimento das 18 máquinas restantes. O fornecimento das locomotivas foi retomado apenas em 1947 e concluído em 1948:
| Entrega das locomotivas | Entrega das locomotivas |
| Ano                     | Quantidade              |
| ----------------------- | ----------------------- |
| 1940                    | 4                       |
| 1947                    | 10                      |
| 1948                    | 8                       |
| Total                   | 22                      |

### Projeto e construção (Central do Brasil)
O projeto de eletrificação da Estrada de Ferro Central do Brasil foi iniciado em 1935 e teve sua primeira etapa inaugurada em 10 de julho de 1937. Diferentemente da Companhia Paulista que contratou a General Electric, a Central contratou a empresa britânica Metropolitan-Vickers para fornecer vários equipamentos, entre eles 30 locomotivas elétricas. A Segunda Guerra, porém, afetou o projeto de forma mais intensa que o da Paulista e a Metropolitan-Vickers foi forçada pelo governo britânico a abandonar o projeto. A Central tentou construir 6 locomotivas, com relativo sucesso, porém ainda precisava de outras 24. Após o fim da Segunda Guerra, a Central resolveu contratar o consórcio Electrical Export Corporation-Cobrazil (que eletrificou com sucesso a Linha Tronco da Sorocabana) para o fornecimento de 15 locomotivas elétricas. Apesar de tencionar locomotivas do tipo 1-C+C-1 ou C-C, a Central foi obrigada pelo War Production Board (WPB) do governo americano a adquirir locomotivas GE 2-C+C-2 similares às fornecidas para a Companhia Paulista. As locomotivas foram entregues em 1947.
| Entrega das locomotivas | Entrega das locomotivas |
| Ano                     | Quantidade              |
| ----------------------- | ----------------------- |
| 1947                    | 15                      |
| Total                   | 15                      |

### Operação (EFCB-RFFSA)

#### Rio de Janeiro (1947-1980)

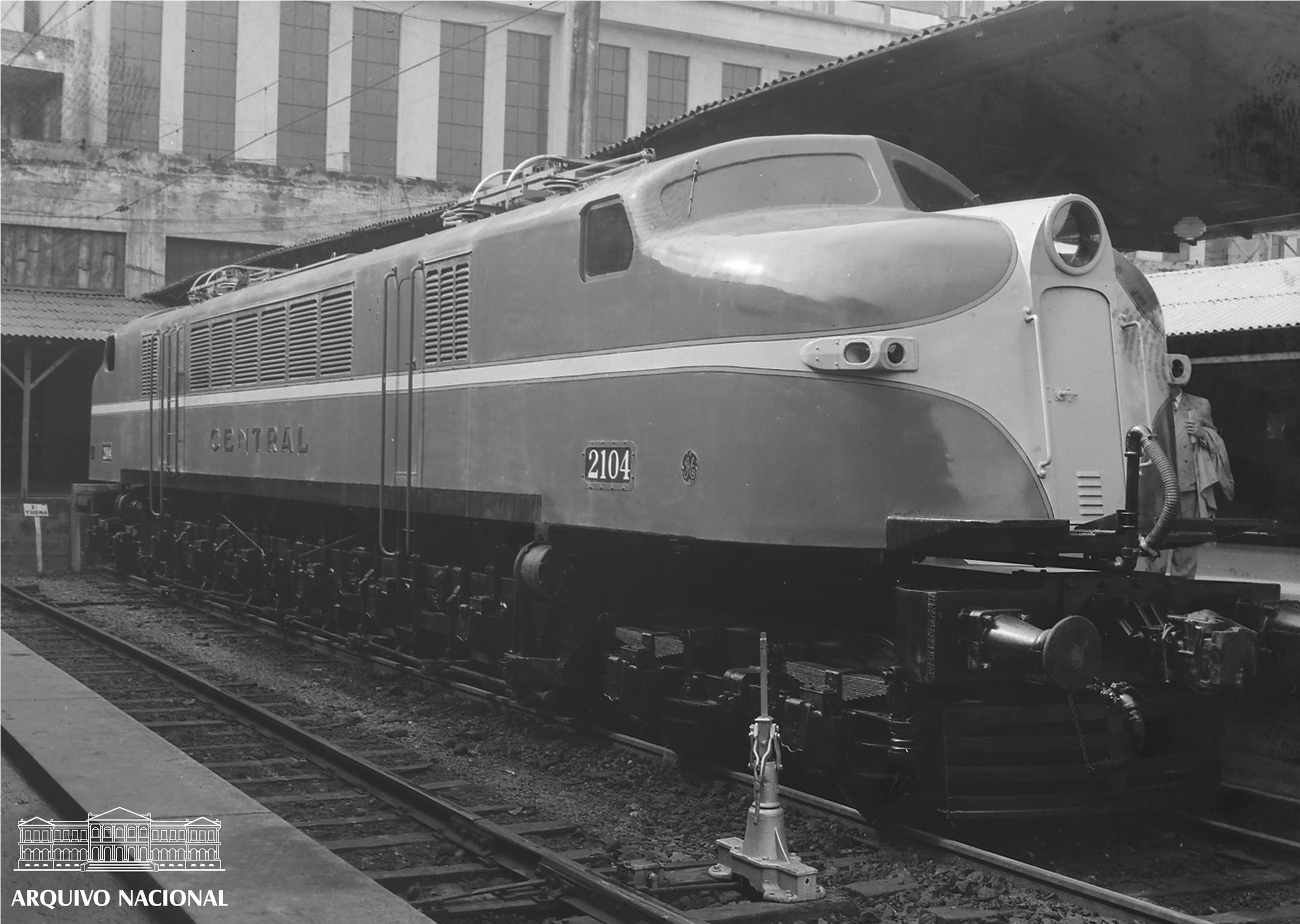
Primeira locomotiva entregue para a Central do Brasil, 1947.
Arquivo Nacional

A primeira locomotiva da Central foi entregue em 16 de julho de 1947. Inicialmente foram empregadas em serviços de passageiros e cargas entre o Rio de Janeiro e Volta Redonda. Seu desempenho com trens cargueiros, porém, ficou abaixo do esperado por conta de sua baixa aderência e do perfil mais inclinado da via. Essas situações faziam as máquinas "patinarem" e danificarem trilhos e rodeiros. O baixo desempenho fez com que fossem utilizadas locomotivas diesel para transportar cargas enquanto as locomotivas 2-C+C-2 passaram a tracionar trens de passageiros. Em 1957 as locomotivas foram incorporadas à Rede Ferroviária Federal (RFFSA), alterando suas cores. A RFFSA ampliou as atribuições das locomotivas, utilizando-as emergencialmente para tracionar trens de subúrbio no final da década de 1970. Com a desativação progressiva da eletrificação entre Volta Redonda e Japeri entre 1970 e 1984, as locomotivas 2-C+C-2 foram realizando cada vez menos serviços até serem transferidas do Rio de Janeiro para para a Estrada de Ferro Santos-Jundiaí em São Paulo em 1980.

#### São Paulo (1980-1982)
Em São Paulo a RFFSA mal operou suas locomotivas 2-C+C-2 na Estrada de Ferro Santos-Jundiaí. Entre 1981 e 1982 transferiu 10 exemplares da locomotiva para a Fepasa enquanto recebeu 11 locomotivas diesel ALCO RSC-3 da estatal paulista. As cinco locomotivas restantes foram sucateadas pela RFFSA na década de 1980.

### Operação (Cia. Paulista/Fepasa)

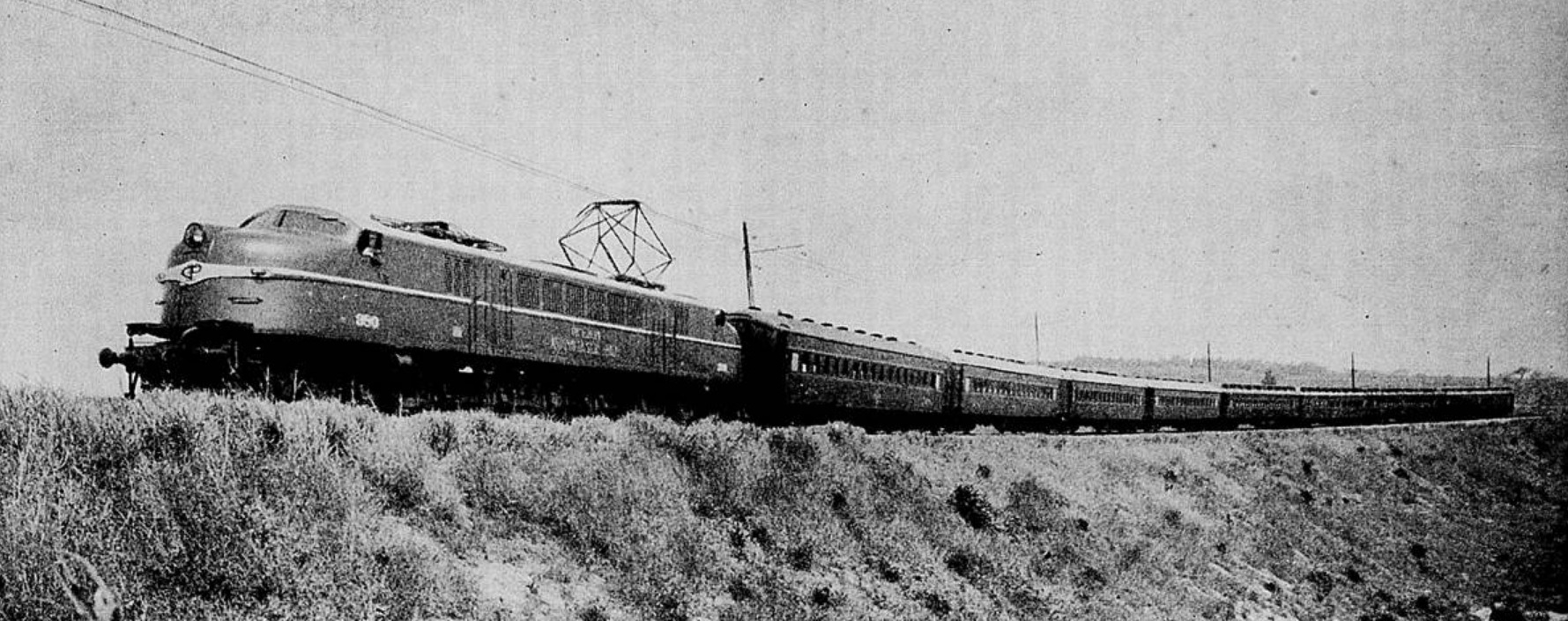
Locomotiva 2-C+C-2 da Cia. Paulista conduzindo um trem de passageiros em 1941.

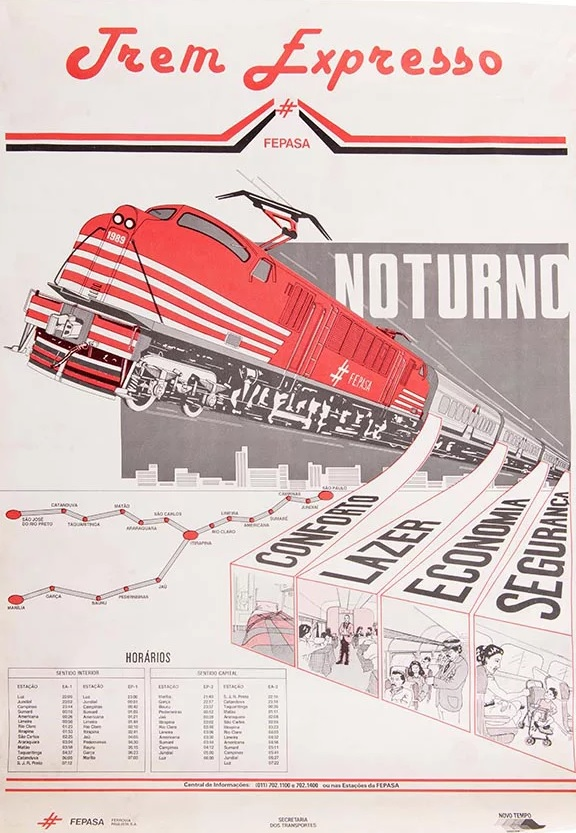
Propaganda da Fepasa sobre os novos serviços, destacando a locomotiva 2-C+C-2.

As primeiras locomotivas foram entregues em 1940 e passaram a tracionar trens de passageiros e cargas da Companhia Paulista. Após a conclusão de várias obras de readequação viária nas linhas da Paulista, as locomotivas passaram a atingir velocidades de 120 quilômetros por hora. Inicialmente fornecidas com engates de sistema pino+ganchos, as locomotivas tiveram seus equipamentos substituídos na década de 1950 por engates janney.
O bom desempenho técnico das locomotivas fez com que a Cia. Paulista ampliasse o transporte de passageiros e cargas, batendo recoredes de produção na década de 1950. Após a estatização da Paulista em 1961, o governo de Sâo Paulo investiu na aquisição de novas locomotivas elétricas da General Electric, recebidas em 1968. Com isso, as locomotivas 2-C+C-2 passaram a ter um papel cada vez mais secundário no transporte de cargas. Em 1971 a Paulista é unificada pelo governo paulista com as demais ferrovias do estado e forma-se a Ferrovia Paulista S/A (Fepasa). A Fepasa iniciou planos para iniciar a substituição as locomotivas 2-C+C-2 em 1973, porém a Primeira Crise do Petróleo atrasou esses planos. Em 1976 foi celebrado um grande contrato da Fepasa com o consórcio francês Francorail, prevendo-se a substituição das 2-C+C-2 por 10 locomotivas modelo C-C fabricado pela Alstom.
Com falta de recursos, o plano de substituição da Fepasa foi postergado e em 1981 a estatal paulista adquiriu 10 locomotivas  2-C+C-2 da Rede Ferroviária Federal para reforma e fornecimento de peças para a frota existente de 22 locomotivas 2-C+C-2 herdadas da Cia. Paulista. Entre 1982 e 1988 a Fepasa reformou oito das locomotivas adquiridas da RFFSA e canibalizou duas para o fornecimento de peças. Com isso, a frota passou por sua primeira grande revisão geral, ganhou uma sobrevida e incentivou a Fepasa a investir na reforma dos seus trens de passageiros, criando novos serviços. Em 1989, a locomotiva 2-C+C-2 nº 6386 preparada pela Fepasa e pelo Instituto de Pesquisas Tecnológicas bateu  recorde brasileiro de velocidade ferroviária ao alcançar 164 quilômetros por hora num trajeto entre Itirapina e Santa Gertrudes. Apesar dos investimentos em reforma das locomotivas, a Fepasa encontrava-se altamente endividada e encerrou o contrato de aquisição das locomotivas Alstom em 1992.
Em 1995 a Fepasa encontrava-se altamente endividada e começou a substituir a frota elétrica por máquinas diesel-elétricas. No ano seguinte um estudo indicou a necessidade de investimentos de quase 50 milhões de dólares na substituição de toda a rede elétrica existente, sendo que esse investimento não possuía previsão de ser amortizado. Sem recursos, a Fepasa começou um lento processo de desativação de todas as suas locomotivas elétricas, incluindo as 2-C+C-2, concluído em 1998.

### Preservação

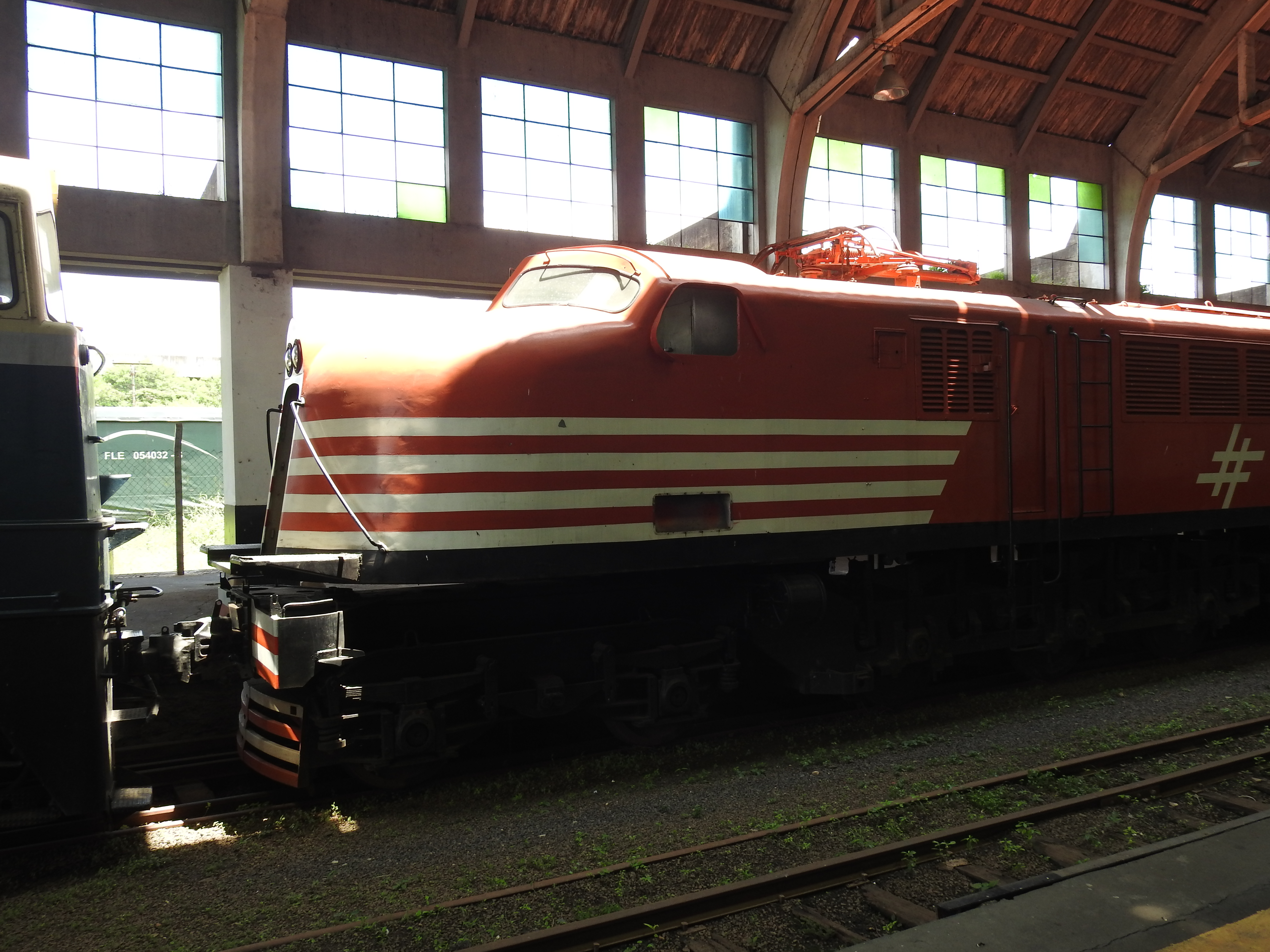
Locomotiva nº 6387, recuperada esteticamente, estacionada na Estação Bauru (NOB).

Após a desativação das locomotivas em 1998, a Fepasa foi incorporada à RFFSA e sua malha acabou concedida como parte do programa nacional de desestatização e extinção da RFFSA. As locomotivas elétricas passaram a compor o patrimônio da União (representada pelo Departamento Nacional de Infraestrutura de Transportes). Atualmente alguns exemplares preservados, sendo que apenas dois encontram-se recuperados esteticamente (em São Paulo e Bauru):
| Locomotivas preservadas | Locomotivas preservadas                                                  |
| Número                  | Local                                                                    |
| ----------------------- | ------------------------------------------------------------------------ |
| 371 (6392)              | São Paulo, mantida pela Associação Brasileira de Preservação Ferroviária |
| 381 (6381)              | Cruzeiro, mantida pela Associação Brasileira de Preservação Ferroviária  |
| 378 (6378)              | Rio Claro, Instituto de Memória Ferroviária                              |
| 383 (6381)              | Rio Claro, Instituto de Memória Ferroviária                              |
| 387 (6387)              | Bauru, Museu Ferroviário Regional de Bauru                               |
| 374 (6374)              | Jundiaí, Museu da Companhia Paulista                                     |
| 375 (6375)              | Jundiaí, Museu da Companhia Paulista                                     |
| 379 (6379)              | Jundiaí, Museu da Companhia Paulista                                     |
| 389 (6389)              | Jundiaí, Museu da Companhia Paulista                                     |
| 377 (6377)              | Araraquara                                                               |

## Tabela
| Modelo | Potência (HP) | Bitola (m) | Fabricante       | Origem         | Ano de Fabricação |
| ------ | ------------- | ---------- | ---------------- | -------------- | ----------------- |
| EP 4   | 3817          | 1,600      | General Electric | Estados Unidos | 1940, 1946 a 1948 |

- Possuíam 165 toneladas de peso total, permitindo tração múltipla e apresentado maior eficiência na tração. Foram numeradas de 370 a 391 (na CPEF) e de 2101-2115 (na EFCB) quando da sua chegada na ferrovia.

## Proprietários Originais
| Ferrovia                           | País   | Bitola | Quantidade |
| ---------------------------------- | ------ | ------ | ---------- |
| Companhia Paulista                 | Brasil | 1,600m | 22         |
| Estrada de Ferro Central do Brasil | Brasil | 1,600m | 15         |

## Acidentes e incidentes
- 19 de janeiro de 1953 – Rio de Janeiro (RJ). A locomotiva 2115 descarrilou nas proximidades da estação Engenho de Dentro. Sem feridos.[19]

- 29 de março de 1991 - Rio Claro (SP). Uma locomotiva 2-C+C-2 da Fepasa descarrilou após um deslizamento de terra ocorrido na ferrovia nos arredores de Rio Claro. O maquinista sofreu ferimentos leves enquanto que seu ajudante teve uma perna fraturada.[20][21]

## Na cultura popular
- Uma composição formada por uma locomotiva 2-C+C-2 e carros Pullman Standard da Fepasa foram utilizadas no projeto artístico "Kino trem" (1996-1997), dos artistas Lucas Bambozzi, Eliane Caffé e Ricardo Ribenboim.[22][23]

- A locomotiva nº 6381 da Fepasa foi utilizada no filme Dois Córregos (1999), de Carlos Reichenbach[24];

- A locomotiva 2-C+C-2 começou a ser reproduzida em Escala HO em 2004 pela Frateschi Trens Elétricos.[25]

- A locomotiva nº 371 foi utilizada em cenas das telenovelas O Profeta (2006) e Ciranda de Pedra (2008) da Rede Globo.[26][27]